# Satkamose
Satkamose (auch Ahmose-Sat-Kamose, Sitkamose, Sat-Kamose) war eine altägyptische Königin während der späten 17. oder der frühen 18. Dynastie, um 1500 v. Chr.

## Familie
Ihre Abstammung wird in der Ägyptologie kontrovers diskutiert. Aidan Dodson hält Satkamose aufgrund ihres Namens für die wahrscheinliche Tochter von König Kamose und Gemahlin von Ahmose I., der dann ihr Cousin oder Onkel gewesen sein könnte. Auf Reliefdarstellungen wird Satkamose als Schwester von Amenophis I. bezeichnet, der wiederum ein Sohn von Ahmose I. war. Allerdings ist der Titel „Königsschwester“ für Satkamose nicht belegt.
Hinsichtlich ihrer Namensdeutung existieren ebenfalls verschiedene Theorien. Falls sie die Tochter des Kamose ist, war sie nach seinem Tod noch nicht sehr alt und somit eine mögliche Thronfolgerin in Verbindung einer Heirat mit Ahmose I. Anderseits kann der zweite Bestandteil ihres Namens, Kamose, von Ahmose I. und Ahmose Nefertari erst später zu Ehren des verstorbenen Kamose ergänzt worden sein. Es ist unwahrscheinlich, dass Satkamose geheiratet hat, da der Titel Große königliche Gemahlin für sie nicht bezeugt ist. Ahmose Nefertari übernahm nach dem Tod von Ahmose I. zunächst für Amenophis I. die Regierungsgeschäfte in Vertretung, da Amenophis I. zum Zeitpunkt seiner Thronfolge noch minderjährig war. Mit ihm gründete Ahmose Nefertari die Nekropole Deir el-Medina.

## Titel
Satkamose trug die Titel „Königstochter“ und „Gottesgemahlin des Amun“. Sollte Satkamose die Tochter von Kamose gewesen sein, wäre ihr der Titel „Gottesgemahlin des Amun“ posthum verliehen worden.

## Tod
Satkamose wurde nur etwa 30 Jahre alt. Ihre Mumie wurde 1881 in der Cachette von Deir el-Bahari (DB/TT320) im Sarg eines Pediamun gefunden, der während der 21. Dynastie lebte. Gaston Maspero hatte Satkamoses Mumie am 19. Juni 1886 ohne Mumienbinden aufgefunden; umrankt mit einer Blumen-Girlande und einem Leichentuch, auf dem sich eine Inschrift befand. Grabräuber hatten zuvor die Mumie an mehreren Stellen stark beschädigt. Grafton Elliot Smith beschrieb Satkamoses Körperbau ähnlich dem eines Mannes.